# Den blomstertid nu kommer
Den blomstertid nu kommer (suec: Ara arriba l'hora de les flors) és una pel·lícula de thriller bèl·lic suec de desastres del 2018 produïda per Crazy Pictures, protagonitzada per Christoffer Nordenrot, Lisa Henni, Jesper Barkselius i Pia Halvorsen. La pel·lícula imagina un escenari en què Suècia és envaïda durant un estiu plujós.

## Argument
L'any 2005, l'Àlex viu en un poble amb la seva mare Klara i el seu pare cruel i poc amorós Björn. Finalment, Klara deixa la família, l'amiga més propera de l'Alex, l'Anna, es trasllada a Estocolm i l'Àlex s'instal·la amb el seu oncle.
Deu anys després, Alex s'ha convertit en un músic famós a Estocolm. Durant l'estiu, la ciutat és colpejada per múltiples explosions, una de les quals mata la seva mare. L'Àlex se separa del seu gerent i torna al seu poble natal per comprar el piano de l'església que ell i l'Anna solien tocar quan eren més petits. Allà, l'Àlex torna a conèixer l'Anna, que s'ha traslladat de nou al poble. Quan s'assabenta que té un marit, Kim, i una filla, Elin, se'n va enfadat.
A mesura que els atacs a Suècia empitjoren i l'exèrcit s'activa, la gent comença a estavellar els seus cotxes sota la pluja i l'Àlex torna per ajudar l'Anna i la seva família. Després que el Parlament sigui destruït i les xarxes de comunicacions no estiguin disponibles, la mare d'Anna, ministra del govern, aconsegueix fugir d'Estocolm i es dirigeix al camp, on és rescatada pels militars.
Mentrestant, el pare de l'Alex, Björn, que treballa en una estació transformadora, mata un grup d'homes armats que estan atacant la xarxa elèctrica. Els helicòpters i els ocells morts s'estavellan contra el terra, aparentment afectats per la pluja contaminada, i els civils acudeixen a l'estació buscant seguretat al seu refugi antiaèric. Entre ells hi ha Anna i Alex, que està ferit i inconscient.
Després que l'Anna se'n va a buscar l'Elin, l'Alex s'acosta i li diu al seu pare sense disculpes que la Klara ha mort. L'Anna torna amb la seva filla i li diu a l'Àlex que el seu marit i molts altres van ser assassinats en helicòpters. No obstant això, Kim és de fet viu. Quan els helicòpters s'apropen a la central elèctrica, els civils es dirigeixen a l'església del poble per trobar-se amb els militars, amb qui han contactat per ràdio. L'enemic ataca els militars i mata la mare de l'Anna, però l'Àlex destrueix un helicòpter enemic xocant-hi un cotxe i Björn enderroca un altre helicòpter estavellant-hi el seu avió. Mor però salva l'Àlex, l'Anna i l'Elin.
A l'església del poble, que ha estat destruïda i està en flames, l'Alex li diu a l'Anna que en Kim encara és viu, després toca el piano fins que perd la memòria a causa de les armes químiques sota la pluja. L'Anna és enduda per Kim. Els clips de notícies durant els crèdits indiquen que 800.000 suecs han perdut la memòria, i les imatges de Vladimir Putin suggereixen que Rússia estava darrere dels atacs.

## Repartiment
- Christoffer Nordenrot - Alex
- Lisa Henni - Anna
- Jesper Barkselius - Björn
- Pia Halvorsen - Eva
- Magnus Sundberg - Konny
- Krister Kern - Kim
- Karin Bertling - Grandma
- Ulrika Bäckström - Klara
- Alexej Manvelov - Tholén
- Yngve Dahlberg - Emil
- Linda Kulle - Pettersson
- Håkan Ehn - Lasse
- Tarmo Sakari Hietala - Recollidor de baies
- Niklas Jarneheim - Oncle Erik
- Arvin Kananian - Sharokh
- Lo Lexfors - Elin
- Liselot Lindeborg - Lenny
- Rickard Lundqvist - Landers
- Carlos Paulsson - Policia
- Rikard Svensson - Trotar
- Johan Wåhlin - Råsmark
- Eleonor Leone - Júlia
- Erik Bolin - Comandant d'incident
- Magdalena Eshaya - La captaire

## Producció

### Finançament
El finançament de la pel·lícula va començar com un projecte de micromecenatge a Kickstarter el 2015, on el projecte va rebre 800.000 corones sueques (100.000 $). Després del microfinançament inicial, la pel·lícula va rebre un finançament més tradicional, de SF Bio, Svenska Bio i altres. El pressupost final de la pel·lícula va ser de 18,5 milions de corones sueques (2,2 milions de dòlars).

### Música
Gustaf Spetz va compondre la banda sonora de la pel·lícula. Conté una versió de l'himne tradicional suec d'estiu Den blomstertid nu kommer, després del qual la pel·lícula rep el nom. L'himne està associat a l'estiu i la pel·lícula està ambientada durant Midsommar.

## Llançament
La pel·lícula es va estrenar a Suècia el 20 de juny de 2018,  dos dies abans de Midsommar a Suècia, amb la pel·lícula en si mateixa ambientada durant el Midsommar. El títol suec de la pel·lícula és el nom d'un himne tradicional fortament associat a l'estiu, Den blomstertid nu kommer.
Durant el primer cap de setmana després de la seva estrena, va ser la segona pel·lícula més vista als cinemes de Suècia. El març de 2019, la companyia va anunciar que la pel·lícula s'havia venut a 100 països, la qual cosa la va convertir en una de les exportacions més importants de la indústria cinematogràfica sueca el 2018.

## Recepció

### Resposta crítica
Al lloc web de l'agregador de ressenyes Rotten Tomatoes, la pel·lícula té una puntuació d'aprovació del 78 % basada en 23 ressenyes, amb una valoració mitjana de 6,8/10.